# رابرت ولز (ورزشکار)
رابرت ولز (انگلیسی: Robert Wells؛ زادهٔ ۱۵ مهٔ ۱۹۶۱) ورزشکار بوکس اهل بریتانیا است.
وی در مسابقات کشوری و بین‌المللی در مجموع برندهٔ ۱ مدال برنز شده‌است.